# Nesophontes
Nesophontes es un género extinto de mamíferos del orden Eulipotyphla de la familia Nesophontidae, y el único género descrito dentro de esta familia. Estos animales habitaban las islas de Cuba, La Española (República Dominicana y Haití), Puerto Rico y las Islas Caimán. Se cree que estos animales sobrevivieron a la extinción del Pleistoceno. Algunas autoridades estiman que la extinción de este género se corresponde con la llegada de las ratas (Rattus spp.) a bordo de los barcos españoles a comienzos del siglo XVI. Otros, como Morgan y Woods, afirman que algunas especies sobrevivieron hasta el siglo XX.
Los Nesophontes sólo han sido descritos a partir de restos fósiles y huesos encontrados en las Antillas Mayores. Los intentos recientes de localizar poblaciones supervivientes no han tenido éxito.
Estos animales eran insectívoros.

## Especies
Comprende las siguientes especies:
- Nesophontes edithae Anthony, 1916
- Nesophontes hypomicrus Miller, 1929
- Nesophontes longirostris Anthony, 1919
- Nesophontes major Arredondo, 1970
- Nesophontes micrus G. M. Allen, 1917
- Nesophontes paramicrus Miller, 1929
- Nesophontes submicrus Arredondo, 1970
- Nesophontes superstes Fischer, 1977
- Nesophontes zamicrus Miller, 1929